# Alfred Tarski
Alfred Tarski (14. ledna 1901, Varšava, Ruskem ovládaná část Polska – 26. října 1983, Berkeley, Kalifornie, USA) byl polský logik a matematik, který téměř 40 let žil a pracoval v USA. Zabýval se zejména matematickou logikou, teorií modelů, algebrou a teorií množin. Publikoval však také články z jiných oblastí matematiky. Významným způsobem ovlivnil rozvoj logiky a matematiky ve 20. století.

## Život
Alfred Tarski se narodil jako Alfred Tajtelbaum (také psáno Teitelbaum) do varšavské židovské rodiny. Již na střední škole se u něj projevilo matematické nadání, přesto však roku 1918 nastoupil na varšavské univerzitě ke studiu biologie. Brzy však začal navštěvovat kurzy logiky, matematiky a filozofie matematiky, které ve Varšavě vedli
Jan Łukasiewicz, Wacław Sierpiński, Stefan Mazurkiewicz a Tadeusz Kotarbiński. Doktorát získal pod vedením Stanisława Leśniewského. Roku 1923 si spolu se svým bratrem Wacławem změnil příjmení na Tarski. Důvodem byla snadnější výslovnost tohoto jména v polštině. Další možnou motivací pro změnu jména mohla být snaha zakrýt svůj židovský původ kvůli získání dobrého místa na univerzitě; tomu nasvědčuje i to, že ve stejnou dobu a ačkoli byl ateista, konvertoval Tarski k římskokatolické církvi.
Po získání doktorátu učil Tarski matematiku a logiku na několika polských univerzitách a také na jedné střední škole. Roku 1929 se oženil s Marií Witowskou se kterou měl dvě děti.
Ve třicátých letech opakovaně navštívil Vídeň, kde se seznámil s Kurtem Gödelem, a také Paříž.
Roku 1939 byl pozván na kongres konaný na Harvard University v USA, což mu možná zachránilo život. Z Polska totiž odjel v srpnu 1939 poslední lodí do Spojených států, která z Polska vyplula před německou invazí a vypuknutím druhé světové války. O tom, že si tohoto nebezpečí nebyl vůbec vědom, svědčí to, že doma zanechal svoji ženu i s oběma dětmi. Setkal se s nimi znovu až v roce 1946. V USA získal Tarski postupně místa na několika univerzitách, mezi nimiž nejvýznamnější byly Harvard University a Institute for Advanced Study v Princetonu, kde se znovu setkal s Gödelem. Americké občanství získal roku 1945.
Od roku 1942 učil Tarski na univerzitě v Berkeley, kde strávil zbytek svého života. Vychoval zde 24 doktorandů, mezi nimiž byli například Alfred Lindenbaum, Dana Scott, Andrzej Mostowski, Julia Robinson, Robert Vaught, Solomon Feferman, Richard Montague nebo J. Donald Monk.